# Bożena Karkut
Bożena Karkut z d. Łozińska (ur. 30 czerwca 1961 we Wrocławiu) – polska piłkarka ręczna, grająca jako skrzydłowa, mistrzyni i reprezentantka Polski, następnie trener.

## Osiągnięcia klubowe
Karierę sportową rozpoczęła w 1975 w klubie AZS AWF Wrocław, z którym zdobyła mistrzostwo Polski (1984), dwukrotnie wicemistrzostwo Polski (1980, 1982) oraz brązowy medal (1981). Od 1985 występowała w Ślęzie Wrocław, zdobywając brązowy medal w 1986. Od 1989 występowała w klubach zagranicznych, kolejno w Voždovac Belgrad (1989/1990), z którym zdobyła wicemistrzostwo Jugosławii i norweskich Haugerud IF Oslo,  IL Vestar Oslo i Toten HK. Od 1993 do 1996 ponownie występowała w Polsce, w AZS AWF Wrocław. Od 1997 do 2000 była zawodniczką Hypo Niederösterreich, zdobywając z tą drużyną trzykrotnie mistrzostwo Austrii (1998-2000) oraz dwukrotnie wygrywając w rozgrywkach Ligi Mistrzyń (1998 i 2000).

## Kariera reprezentacyjna
W reprezentacji Polski juniorek debiutowała w 1977 W I reprezentacji debiutowała  10 kwietnia 1981 w towarzyskim meczu ze Szwecją. Uczestniczyła trzykrotnie w mistrzostwach świata grupy B (1981, 1983, 1989) oraz dwukrotnie w mistrzostwach świata (1990 – 9. miejsce, 1993 – 10. miejsce). Na mistrzostwach świata w 1990 została najlepszym strzelcem oraz najlepszą prawoskrzydłową zawodów. Po raz ostatni wystąpiła w I reprezentacji 1 grudnia 1993 w meczu mistrzostw świata z Koreą Południową. Łącznie reprezentowała Polskę 151 razy w oficjalnych spotkaniach, zdobywając 539 bramek. Jest piątą zawodniczką pod względem ilości strzelonych bramek w reprezentacji Polski.

## Trener
W 2000 została trenerem kobiecej drużyny szczypiornistek Zagłębia Lubin. W pierwszym sezonie zdobyła z drużyną brązowy medal (2001), w kolejnym srebrny (2002). Srebro powtórzyła jeszcze w 2006, 2009 i 2010, a brąz w 2007 i 2008. W 2011 sięgnęła po pierwsze w historii klubu mistrzostwo Polski kobiet w piłce ręcznej. W 2012, 2013 i 2017 zdobyła ze swoją drużyną kolejne tytuły wicemistrzowskie.
Doświadczona trenerka sukcesy ze swoją drużyną osiągała również w Pucharze Polski, po złoto "Miedziowie" sięgały w 2009, 2011, 2013 i 2017, srebrne statuetki zdobyły w 2006, 2010, 2014, 2015, a brąz w 2004 roku.
Jej drużyna osiągnęła także półfinał Pucharu Europejskiej Federacji Piłki Ręcznej (tzw. Puchar EHC) oraz półfinał Pucharu Zdobywców Pucharów (odpowiednio 2001 i 2002)
W 2014 została odznaczona Srebrnym Krzyżem Zasługi